# Le Castellet, Var
Le Castellet este o comună în departamentul Var din sud-estul Franței. În 2009 avea o populație de 4.175 de locuitori.

## Evoluția populației
| An        | 1975  | 1982  | 1990  | 1999  | 2006  | 2009  |
| --------- | ----- | ----- | ----- | ----- | ----- | ----- |
| Populație | 2.048 | 2.332 | 3.084 | 3.799 | 4.154 | 4.175 |